# Zeeuws Museum
Het Zeeuws Museum is een museum in Middelburg over de provincie Zeeland. Sinds 1972 is het Zeeuws Museum gevestigd aan het Abdijplein in de Abdij van Middelburg.

## Geschiedenis
Eind 18e eeuw richt het Koninklijk Zeeuwsch Genootschap der Wetenschappen het Museum Medioburgense in Middelburg op. In 1886 wordt in dezelfde stad ook het Kunstmuseum opgericht. In de loop van de 20e eeuw raken de musea in verval en bij het bombardement in 1940 gaat een deel van de collectie verloren. In 1961 vestigt de Zeeuwse Museumstichting zich in het gebouw van het Museum Medioburgense in de Wagenaarstraat. Het museum krijgt een deel van de collectie van het Zeeuws Genootschap in bruikleen en de collectie van het Kunstmuseum wordt overgedragen aan de museumstichting.

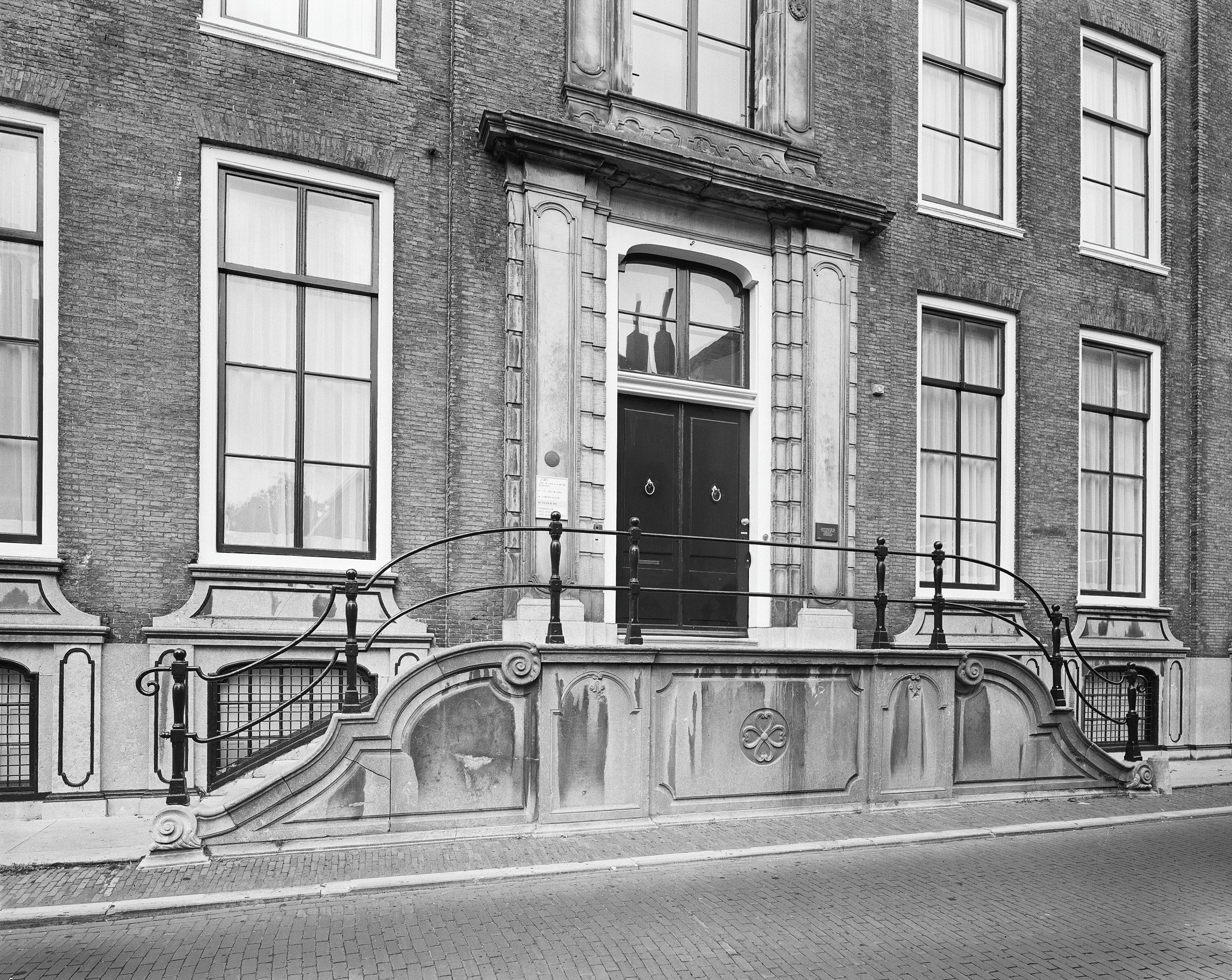
voorgevel pand Wagenaarstraat
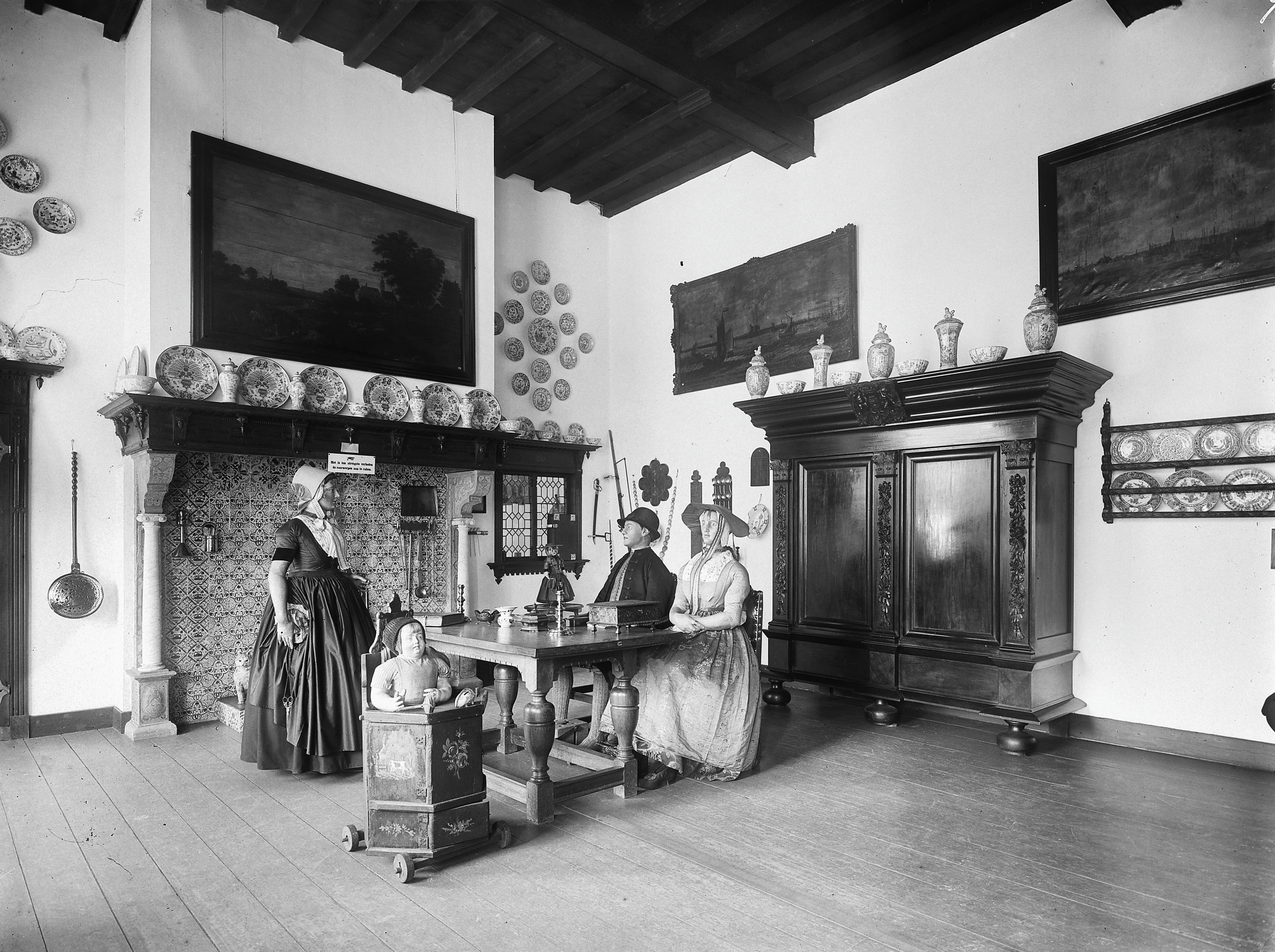
stijlkamer Zeeuws Museum Wagenaarstraat

Tussen 1961 en 1971 wordt gewerkt aan plannen voor een verhuizing naar de Abdij, waar het museum in 1972 zijn intrede neemt in de voormalige Kanunnikenwoning. Het museum werd op 20 juni  1972 geopend door staatssecretaris van cultuur H.J.L. Vonhoff. De kosten van de verbouwing en restauratie bedroegen 1,4 miljoen gulden.
Op 16 januari 2001 werd het museum gesloten ten behoeve van een grootscheepse verbouwing. Politieke, financiële en bouwkundige problemen vertraagden de verbouwing aanzienlijk. Op 5 juni 2007 kon het geheel vernieuwde museum weer voor het publiek worden opengesteld. De officiële heropening werd verricht door commissaris van de Koningin Karla Peijs.

## Collectie
De collectie omvat onder meer de Zeeuwse wandtapijten, de historische collectie van het Koninklijk Zeeuwsch Genootschap der Wetenschappen, porselein uit de collectie Bal, Zeeuwse mode en streekdracht en de collectie hedendaagse kunst van de Provincie Zeeland.